# SD Gundam: G Generation - Cross Drive
SD Gundam: G Generation - Cross Drive est un jeu vidéo du type tactical RPG par Namco Bandai Games en août 2007 sur Nintendo DS. C'est une adaptation en jeu vidéo de la série basée sur l'anime Mobile Suit Gundam et notamment Super Deformed Gundam,,.